# Russian Government Cup
Russian Government Cup (RGC) är en landslagsturnering i bandy på herrsidan, spelad sedan 1972. Turneringen spelades tidigare alltid i Sovjetunionen, och från 1992 i Ryssland. Turneringen anordnades under Sovjettiden av tidningen Sovetskaja Rossija, och hette då Rossijaturneringen. Numera är ryska staten arrangör, därav namnet. Turneringen spelades 1972-2002 under de så kallade "mellanåren", då världsmästerskap inte spelades. De första åren var den sportsliga skillnaden med världsmästerskap den att världsmästerskap 1969-1981 avgjordes i dubbelmöten, denna turnering i enkelmöten. Turneringen har även kommit att kallas lilla världsmästerskapet i bandy. De lag som deltog var oftast Sovjetunionen, Sverige, Finland och Norge. Ibland har ryska och sovjetiska klubblag, andralag, juniorlag och delrepublikslag deltagit, och då fungerat som så kallade utfyllnadslag. 1988 deltog USA för första gången. 1990 gjorde Ungern debut i turneringen. 1992 gjorde OSS sin enda turnering.
Alla turneringar spelades tidigare någon gång under perioden januari-mars, för att från 2003 flyttas till mitten av december. 2003 års turnering var ursprungligen tänkt att spelas i början av 2004, men flyttades sedan internationella bandyförbundet den 25 oktober 2002 beslutat att från 2004 anordna världsmästerskap varje år. En upplaga spelades 8-10 december 2006 i Irkutsk och Sjelechov i östra Ryssland. 2012 kom Sverige sist av fem lag.

## Turneringar
| 1972 Detaljer | Uljanovsk          | Sovjetunionen |  | Sverige       | Finland        |  | Norge            |
| 1974 Detaljer | Archangelsk        | Sverige       |  | Sovjetunionen | Finland        |  | Norge            |
| 1976 Detaljer | Chabarovsk         | Sovjetunionen |  | Sverige       | Finland        |  | Norge            |
| 1978 Detaljer | Kemerovo           | Sovjetunionen |  | Finland       | Sverige        |  | Norge            |
| 1980 Detaljer | Syktyvkar          | Sovjetunionen |  | Sverige       | Finland        |  | Komi ASSR        |
| 1982 Detaljer | Syktyvkar          | Sovjetunionen |  | Sverige       | Finland        |  | Norge            |
| 1984 Detaljer | Kemerovo           | Sovjetunionen |  | Sverige       | Norge          |  | Finland          |
| 1986 Detaljer | Irkutsk            | Sovjetunionen |  | Sverige       | Finland        |  | RSFSR            |
| 1988 Detaljer | Abakan             | Sovjetunionen |  | Sverige       | Finland        |  | Norge            |
| 1990 Detaljer | Novosibirsk        | Sverige       |  | Finland       | Sovjetunionen  |  | Norge            |
| 1992 Detaljer | Krasnojarsk        | Sverige       |  | Ryssland      | CIS            |  | Finland          |
| 1994 Detaljer | Krasnogorsk Moskva | Sverige       |  | Norge         | Ryssland       |  | Finland          |
| 1996 Detaljer | Archangelsk        | Sverige       |  | Ryssland      | Ryssland-2     |  | Finland          |
| 1998 Detaljer | Nizjnij Novgorod   | Ryssland      |  | Sverige       | Finland        |  | Norge            |
| 2000 Detaljer | Kazan              | Ryssland      |  | Tatarstan     | Sverige        |  | Finland          |
| 2002 Detaljer | Archangelsk        | Ryssland      |  | Ryssland-2    | Finland        |  | Sverige          |
| 2003 Detaljer | Krasnogorsk        | Sverige       |  | Ryssland-2    | Ryssland       |  | Sverige U        |
| 2006 Detaljer | Irkutsk Sjelechov  | Ryssland      |  | Sverige       | Irkutsk oblast |  | Norge            |
| 2008 Detaljer | Novosibirsk        | Ryssland      |  | Sverige       | Ryssland-2     |  | Finland          |
| 2010 Detaljer | Kirov              | Ryssland      |  | Sverige       | Ryssland-2     |  | Uljanovsk oblast |
| 2012 Detaljer | Abakan             | Ryssland      |  | Finland       | Ryssland-2     |  | Chakassien       |

## Medaljfördelning
| Land            | Guld | Silver | Brons |
| --------------- | ---- | ------ | ----- |
| Sovjetunionen   | 8    | 1      | 1     |
| Sverige         | 6    | 11     | 2     |
| Ryssland        | 7    | 4      | 6     |
| Finland         | -    | 3      | 9     |
| Norge           | -    | 1      | 1     |
| Tatarstan       | -    | 1      | -     |
| Bajkal Energija | -    | -      | 1     |
| OSS             | -    | -      | 1     |

## Nationer
Det nationer som deltagit i RGC är:

- OSS
- Finland
- Kazakstan
- Norge
- Sovjetunionen
- Sverige
- Ryssland
- Ungern
- USA

### Fotnoter
1. ↑  Anders Söderman (14 december 2008). ”Två svenska skador inför Rossija-turneringen”. Svenska fans. http://www.svenskafans.com/bandy/268740.aspx. Läst 20 januari 2016.